# Dane (gmina Ribnica)
Dane – wieś w Słowenii, w gminie Ribnica. W 2018 roku liczyła 67 mieszkańców.